# Saint-Julien-Boutières
 Saint-Julien-Boutières  là một xã ở tỉnh Ardèche, vùng Auvergne-Rhône-Alpes ở đông nam nước Pháp.